# Vũ Xuân Cường (cầu thủ bóng đá)
Vũ Xuân Cường (sinh ngày 6 tháng 8 năm 1992 tại huyện Tĩnh Gia, Thanh Hóa, Việt Nam) là một cầu thủ bóng đá người Việt Nam hiện đang thi đấu ở vị trí hậu vệ cánh trái trong màu áo câu lạc bộ Quy Nhơn Bình Định tại V.League 1.
Xuân Cường bắt đầu luyện tập bóng đá từ năm 17 tuổi, được xem là độ tuổi muộn màng đối với các cầu thủ bóng đá chuyên nghiệp cùng lứa tuổi khác.

## Thành tích
V.League 1
- Huy chương đồng (1): 2014

Cúp quốc gia Việt Nam